# Gruzínská pravoslavná církev

Vlajka Gruzínské pravoslavné církve

Gruzínská pravoslavná církev (gruzínsky საქართველოს სამოციქულო მართლმადიდებელი ავტოკეფალური ეკლესია — sakartvelos samocikulo martlmadidebeli avtokepaluri eklesia) je starobylá autokefální pravoslavná církev v Gruzii. Od čtvrtého století zde byla státním náboženstvím a i dnes je v gruzínské ústavě, která jinak udává nezávislost církve a státu, uznávána její důležitá historická role. 

## Věřící
Patří k ní přes 80 % Gruzínů a přímo v Gruzii má přibližně 3,5 milionu věřících.

## Historie
Za své zakladatele považuje Gruzínská pravoslavná církev jednak apoštola Ondřeje na počátku 1. století, který byl prvním zvěstovatelem evangelia v oblasti, jednak svatou Ninu, která začátkem 4. století svou činností způsobila, že se z křesťanství stalo široce přijímané v roce 326 státní náboženství.